# Elot
Elot est un village de la région du Centre du Cameroun. Il est localisé dans l'arrondissement (commune) de Minta, département de la Haute-Sanaga. On y accède par la piste rurale qui lie Yaoundé à Bertoua.

## Population et société
En 1963, la population de Elot était de 306 habitants. Elot comptait 153 habitants lors du dernier recensement de 2005. La population est constituée pour l’essentiel de Badjia.